# Xã Blendon, Michigan
Xã Blendon (tiếng Anh: Blendon Township) là một xã thuộc quận Ottawa, tiểu bang Michigan, Hoa Kỳ. Năm 2010, dân số của xã này là 5.772 người.